# إريابوس
القمر إريابوس Erriapus هو قمر غير نظامي لزحل. الذي اكتشف فيه بريت جلادمان وجون كافلارس ووآخرون. في عام 2000، ا لتعيين المؤقت له S/2000 S 10 وكان اسمه Erriapo في آب 2003 عملاق من الميثولوجيا الغالية ؛ وقد تم تغيير الاسم من Erriapo صيغة المجرور لErriapus حسب اتفاقيات الاتحاد الفلكي الدولي في أواخر عام 2007.
يبلغ قطره حوالي 10 كيلومتر، ويدور حول زحل على مسافة متوسطه 17،3 جيجامتر في 871 يوما.
وهو عضو في مجموعة جاليك Gallic group للأقمار غير النظامية، ويتقاسم تفس المدار وسظهر بنفس الضوء الأحمر ويعتقد أن أصله في التكسر من سلف مشترك للمجموعة أو أن يكون تشظى من Albiorix ألبيوريكس.